# Acanthopale madagascariensis
Acanthopale madagascariensis är en akantusväxtart som först beskrevs av John Gilbert Baker, och fick sitt nu gällande namn av C. B. Cl. och Cornelis Eliza Bertus Bremekamp. Acanthopale madagascariensis ingår i släktet Acanthopale och familjen akantusväxter. Inga underarter finns listade i Catalogue of Life.